# 지급보증보험
지급보증보험(Payment Protection Insurance, PPI), 신용 보험(credit insurance), 신용 보호 보험(credit protection insurance) 또는 대출 상환 보험(loan repayment insurance)은 차용인이 사망하거나 질병, 장애, 실직 또는 기타 소득을 얻을 수 없는 상황에 직면했을 때 신용 상환을 보장할 수 있도록 해주는 보험 상품이다. 이는 부채에 특정되지 않고 모든 소득을 보장하는 소득 보호 보험과는 구별한다. PPI는 은행 및 기타 신용 제공업체에 의해 대출 또는 당좌대월 상품의 추가 상품으로 널리 판매되었다.
PPI는 일반적으로 제한된 기간, 통상 12개월 동안 지급을 보장하며, 이 경우 단기 소득 보호 보험(STIP) 상품으로 판매될 수 있다. 대출이나 모기지의 경우 혜택 금액이 전체 월 상환액일 수 있지만, 신용카드의 경우 일반적으로 최소 월 상환액이다. 기간 종료 후 차용인은 부채를 상환할 다른 수단을 찾아야 하지만, 일부 보험은 직장 복귀가 불가능하거나 중대한 질병 진단을 받은 경우 부채 전액을 상환한다. 보험 적용 기간은 일반적으로 대부분의 사람들이 다시 일을 시작하고 부채를 상환할 만큼 충분한 소득을 얻을 수 있는 기간이다. 개인이 실업 상태가 되었을 때 어떤 일이 일어날지에 대한 신중한 평가가 필요할 수 있는데, 예를 들어 해고 예고 통보 대신 지급되는 수당은 보험 가입자가 실제로 실업 상태임에도 불구하고 청구를 부적격하게 만들 수 있기 때문이다. 이 경우 PPI 보험사가 취하는 접근 방식은 실업 수당과 관련하여 수당 기관이 취하는 접근 방식과 일치한다.
대부분의 PPI 상품은 소비자들이 직접 찾아 나서지 않는다. 어떤 경우에는 소비자들이 자신이 보험에 가입되어 있다는 사실조차 인지하지 못했다고 주장한다. 대출과 관련된 판매에서는 수수료 기반의 텔레마케팅 부서에서 상품을 홍보하는 경우가 많았다. 대출을 잃을지도 모른다는 두려움을 이용했는데, 이 상품이 사실상 대출 심사의 한 요소로 언급되었기 때문이다. 적합성에 대한 고려는 있었다 하더라도 극히 미미했을 것이다.
모든 종류의 보험에서 일부 청구는 수락되고 일부는 거절된다. 특히 PPI의 경우 다른 종류의 보험에 비해 거절되는 청구 건수가 많다. 이 보험을 의도적으로 찾는 드문 고객들은 보험이 아무런 이득도 없다는 것을 알게 되었을 때 거의 구제책이 없을 수 있다.

## 역사

### 영국 2010년대 부당 판매 스캔들
영국 정부에 따르면, 영국에서는 PPI가 10년 이상 대규모로 부당 판매되고 불만 사항이 잘못 처리되었으며, 이러한 부당 판매는 은행이나 제공업체뿐만 아니라 제3자 중개인에 의해서도 이루어졌다.
이러한 보험 상품의 판매는 일반적으로 높은 수수료에 의해 장려되었는데, 이는 보험이 흔히 원래 대출의 이자보다 은행/제공업체에 더 많은 돈을 벌어주었기 때문이다. 그 결과 많은 주류 개인 대출 제공업체는 대출 자체에서는 거의 또는 전혀 이익을 얻지 못했으며, 거의 모든 이익은 PPI 수수료 및 이익 공유에서 파생되었다. 특정 회사들은 판매원들이 보험의 성격이나 비용을 언급하지 않고 대출이 "보호된다"고만 말하도록 안내하는 판매 스크립트를 개발했다. 고객이 이의를 제기하면, 때로는 이 보험이 차용인의 대출 승인 가능성을 높이거나 필수적이라고 잘못 주장하기도 했다.

### 벌금 및 보상
여러 유명 기업들이 PPI의 광범위한 부당 판매로 인해 금융감독원으로부터 벌금을 부과받았다. 금융감독원은 2011년 5월부터 2013년 7월까지의 PPI 불만 처리 과정에서의 심각한 부실로 클라이즈데일 은행에 2,067만 8,300파운드의 벌금을 부과했다. 이는 PPI 관련 부실에 대해 금융감독원이 부과한 사상 최대의 벌금이다. 클라이즈데일 은행은 금융감독원 조사 초기 단계에서 합의에 동의하여 30%의 1단계 할인 자격을 얻었다. 그렇지 않았다면 금융감독원은 2,954만 500파운드의 벌금을 부과했을 것이다. 얼라이언스 앤 레스터는 부당 판매 논란에 대한 책임으로 700만 파운드의 벌금을 부과받았으며, 캐피털 원, HSBC 파이낸스 및 에그를 포함한 여러 다른 기업들은 최대 110만 파운드의 벌금을 부과받았다. 부당 판매된 PPI에 대한 청구는 서서히 증가하여, 수천 명의 은행 고객들이 불공정한 은행 수수료에 대해 청구했던 2006-07년 수준에 근접했다. 금융옴부즈만서비스는 2009/2010년 연간 보고서에서 신규 사례의 30%가 지급보증보험과 관련된 것이라고 밝혔다. PPI 보험 상품을 구매한 고객은 보험을 판매한 은행, 대출 기관 또는 중개인에게 불만을 제기하여 부당 판매된 PPI에 대한 청구를 시작할 수 있다.
그보다 약간 앞선 2011년 4월 6일, 경쟁 위원회는 향후 부당 판매를 방지하기 위해 조사 명령을 발표했다. 고객이 충분히 정보를 얻고 합리적인 결정을 내릴 수 있도록 고안된 이 명령의 주요 규칙에는 지급보증보험 판매 시 적절한 정보 제공 및 개인 견적 제공, 연간 검토 의무, 신용 계약 체결과 동시에 지급보증보험 판매 금지 등이 포함된다. 대부분의 규칙은 2011년 10월에 발효되었고, 일부는 2012년 4월에 뒤따랐다.
아일랜드 중앙은행은 2014년 4월에 소비자 보호법을 도입하면서 2007년이라는 마감 기한을 설정하여, 부당 판매된 PPI에 대한 보상을 받는 데 "대부분의 소비자를 자의적으로 배제했다"고 묘사되었다. 영국 은행들은 PPI 부당 판매 비용으로 220억 파운드 이상을 제공했는데, 이는 비례적으로 환산하면 아일랜드 은행들이 상환하도록 요구받은 보상액의 여러 배에 달한다. 또한, 위반 은행들은 벌금을 부과받지 않았는데, 이는 영국 은행들에게 부과된 제재와는 극명한 대조를 이룬다. 변호사들은 아일랜드 중앙은행이 PPI 정책을 부당 판매당한 소비자들에게 "금융 기관의 손에 놀아날" "무모한" 조언을 제공했다고 경악했다.
영국 은행들은 2012년까지 PPI를 부당 판매당한 고객들에게 보상하기 위해 수십억 파운드의 충당금을 설정했다. 로이즈 뱅킹 그룹은 36억 파운드를, HSBC는 7억 4,500만 파운드를, RBS는 53억 파운드를 보상할 것으로 추정했다. 2016년에는 이 수치가 400억 파운드로 증가했다. 이 시점에 PPI는 가장 많은 불만이 제기된 금융 상품이 되었다.

### 법적 청구
지급보증보험은 유용할 수 있지만, 많은 보험 상품이 대출, 신용 카드 및 모기지와 함께 부당하게 판매되었다. PPI 부당 판매는 차용인이 청구를 해야 할 때 쓸모없는 보험 정책을 가지게 만들었다. PPI 지급금 및 이 지급금에 대한 법정 이자 비용은 보험 계약자가 직접 또는 변호사나 청구 관리 회사를 통해 환수할 수 있다.
최초의 PPI 사건은 1992~93년 (브리스톨, 93/10771)에 발생했다. 보험료 총액이 청구할 수 있는 총 보험금과 거의 같은 수준이라고 판결되었다. 합의의 일부로 10년 기밀유지 협약 조항이 적용되었다. 10년 후, 판결문 사본은 공정거래국과 시민권리자문국에 보내졌다. 얼마 지나지 않아 슈퍼 컴플레인이 제기되었다.
이어진 사법 심사는 결국 차용인에게 유리한 판결을 내리면서 많은 소비자들이 PPI 지급금을 환수할 수 있게 되어 헤드라인을 장식했다. 현재까지 383억 파운드가 소비자에게 환급되었다(2020년 5월 기준).
2014년 수잔 플레빈이 패러곤 개인금융을 상대로 제기한 PPI 청구는 PPI 판매액의 71% 이상이 수수료라는 사실을 밝혀냈다. 이는 부당 판매의 한 형태로 간주되었다. 플레빈 사건으로 인해 은행과 금융옴부즈만은 더 많은 PPI 청구를 재검토하게 되었다.

## 계산
지급보증보험에 지불되는 가격은 대출 기관에 따라 상당히 다를 수 있다. 2018년 위치? (Which?) Ltd가 주요 대출 기관 48곳을 대상으로 실시한 조사에 따르면 PPI 가격은 부채 금액의 16~25%였다.
PPI 보험료는 월별로 부과될 수도 있고, 전체 PPI 보험료가 선불로 대출에 추가되어 보험 비용을 충당할 수도 있다. 후자의 지불 방식은 "단일 보험료 정책"이라고 알려져 있으며, 보험 계약 비용을 지불하기 위해 제공자로부터 빌린 돈에 추가 이자가 발생하는데, 일반적으로 원래 빌린 금액에 부과되는 것과 동일한 연이율(APR)이 적용되어 고객에게 정책의 실질적인 총 비용을 더욱 증가시킨다.
신용카드의 지급보증보험은 일시불 대출과는 다르게 계산되는데, 이는 처음에는 미납 잔액이 없고 고객이 신용카드 기능을 사용할지 여부가 불확실하기 때문이다. 그러나 신용 기능이 사용되어 매달 잔액이 전액 지불되지 않는 경우, 고객은 일반적으로 매월 현재 카드 잔액 100파운드당 0.78%에서 1% 또는 0.78파운드에서 1.00파운드의 보험료가 부과된다. 신용카드 이자가 보험료에 추가되면 매우 비싸질 수 있다. 예를 들어, 영국에서 평균 19.32%의 이자를 부과하는 평균 신용카드의 PPI 비용은 매월 평균 5,000파운드에 대해 보험료와 이자로 3,219.88파운드를 추가한다.
일시불 대출의 경우 PPI 보험료는 선불로 지불되며, 시민권리자문국(CAB)에서 보고한 바와 같이 대출 금액의 13%에서 56%에 이르는 비용이 발생한다. 시민권리자문국은 이를 '보호 강탈'이라고 부르며 슈퍼 컴플레인을 제기했다.

| 대출 종류        | 대출 금액    | PPI 보험료   | 대출 대비 보험료 비율 |
| ---------------- | ------------ | ------------ | --------------------- |
| 무담보 개인 대출 | 8,993파운드  | 2,217파운드  | 25%                   |
| 무담보 개인 대출 | 11,000파운드 | 5,133파운드  | 47%                   |
| 차량 할부 구매   | 5,059파운드  | 2,157파운드  | 43%                   |
| 차량 할부 구매   | 6,895파운드  | 2,317파운드  | 34%                   |
| 무담보 대출      | 5,600파운드  | 744파운드    | 13%                   |
| 담보 대출        | 25,000파운드 | 12,127파운드 | 49%                   |
| 담보 대출        | 35,000파운드 | 10,150파운드 | 29%                   |
| 차량 조건부 판매 | 4,300파운드  | 2,394파운드  | 56%                   |

보험료에 이자가 부과되면 단일 보험료 정책의 비용은 기하급수적으로 증가한다. 위에 언급된 25년 만기, 4.5% 이자의 25,000파운드 담보 대출은 PPI에 대해 고객에게 20,221.74파운드를 추가로 부담시킨다. 머니메이드클리어(Moneymadeclear)는 해당 대출의 상환액이 월 138.96파운드라고 계산하는 반면, 예를 들어 30세가 동일한 금액을 동일한 기간 동안 빌릴 경우의 독립형 지급보증보험 정책은 고객에게 총 1,992파운드의 비용이 들며, 이는 단일 보험료 정책 비용의 거의 10분의 1에 해당한다.

## 신용 생명보험
신용 생명보험은 대출 기관이 미국에서 판매하는 신용 보험 또는 PPI의 한 종류로, 차용인이 사망할 경우 미상환 대출 잔액을 갚는 데 사용된다. 신용 생명보험으로 대출이 상환되면 차용인의 유산에 대한 청구는 없다. 신용 생명보험은 대출 기간 동안 분할하여 청구되는 것이 아니라 선불로 청구된다. 신용 보험을 포함할 수 있는 대출의 일반적인 예는 할부 대출이다.
신용 생명보험은 종신생명보험 또는 정기생명보험일 수 있으며, 개인 생명보험 또는 단체 정기 생명보험일 수 있다. 채권자는 일반적으로 공인된 보험사의 보험 상품을 제공한다. 차용인은 일반적으로 대출 기간과 금액에 가장 적합한 것을 선택한다.
신용 생명보험의 판매는 많은 경우 논란이 되어왔다. 예를 들어, 소비자들이 대출 계약에 신용 생명보험이 필수라고 믿도록 유도되는 경우가 있다. 대출 기관이 대출 상환에 필요한 것보다 더 많은 신용 생명보험을 판매하면, 보험료 비용이 대출 금액과 함께 부풀려져 부과되는 이자 금액과 소비자가 상환해야 하는 금액이 증가한다.
대출의 연이율 및 수수료에 대한 약관은 주마다 다르며 일부는 비교적 모호하다. 할부 대출 잔액에 대한 이자율을 제한하지 않는 주에는 종종 비양심적인 조항이 적용된다.
대출 기관의 경우 신용 생명보험 손해율은 일반적으로 44%에 달하며, 이는 신용 생명보험 상품에 지불된 보험료의 44%가 보험금으로 지급된다는 의미이다. 이는 손해율이 최소 70%인 비신용 보험 상품과 비교된다. 많은 주에서 이자와 대출 수수료를 제한하지만, 대출 기관은 신용 생명보험과 같은 상품을 사용하여 이익과 대출의 총비용을 증가시킨다.
신용 보험 판매가 허가된 주에서는 80%의 경우 대출 계약에 최소 한 가지 유형의 보험이 포함된 것으로 나타났다. 평균적으로 분석된 계약에는 2.67개의 보험 및 기타 부수적인 상품이 포함되었다. 대출을 재융자하는 소비자는 신용 보험으로 인해 불리한 영향을 받을 수 있는데, 이는 소비자들이 재융자 전에 일반적으로 지불하는 돈의 대부분이 수수료와 이자에 적용되기 때문이다.
연방거래위원회는 신용 생명보험을 포함한 다양한 유형의 신용 보험에 대한 소비자 경고를 발표했다. FTC 소비자 경고에는 대출을 찾는 소비자를 위한 신용 보험 쇼핑 팁이 포함되어 있다.
신용 보험 상품 옹호자들은 보험 가입이 불가능한 소비자들이 일반 생명보험보다는 신용 생명보험과 같은 상품으로부터 혜택을 받을 수 있다고 주장하는데, 이는 전자의 경우 건강 검진이 필요하지 않기 때문이다. 공동 재산법이 시행되는 9개 주에서는 생명보험이나 신용 생명보험이 없는 경우 생존 배우자가 채무자의 상환 책임이 있을 수 있다.

## 같이 보기
- 모기지신용보험
- 모기지 보험